# Otaku no video
Otaku no video (おたくのビデオ), suivi de More otaku no video (続・おたくのビデオ), sont deux OAVs du Studio Gainax basés sur le phénomène des otakus.
En outre, l'anime est entrecoupé de nombreuses interviews sur le sujet.

## Histoire
Kubo mène une vie tranquille à l'université, avec sa petite amie.
Mais quelque chose le gène, jusqu'à ce qu'il rencontre un de ses anciens camarades de lycée, Tanaka, qui l'introduit au monde des otakus.
Kubo se découvre alors un nouveau but dans la vie : devenir l'Otaking, le roi des Otakus.
Tout sera bon pour ça : le cosplay, créer des maquettes, puis le magasin, puis les chaînes de magasins les commercialisant, jusqu'à créer son propre dessin animé et construire son propre parc d'attractions réservé à l'amusement des Otakus.

## Fiche technique
- Année : 1991
- Réalisation : Takeshi Mori
- Character design : Kenichi Sonoda
- Musique : Kouhei Tanaka
- Animation : Studio Gainax
- Licencié en France par : Dybex
- Nombre d'épisodes : 2

## Doublage
|                 | Japonais          | Français     |
| --------------- | ----------------- | ------------ |
| Tanaka          | Toshiharu Sakurai | (non doublé) |
| Kubo            | Kouji Tsujitani   | (non doublé) |
| Misty May       | Kikuko Inoue      | (non doublé) |
| Misuzu Fukuhara | Yuko Kobayashi    | (non doublé) |
| Yuri Sato       | Yuri Amano        | (non doublé) |

## Site officiel
Otaku no Video (En anglais)